# Пам'ятні дошки загиблим в АТО (Чернігівська область)
В Чернігівській області встановлено низку пам'ятних дощок на згадку про бійців — уродженців області, які загинули під час російсько-української війни (2014 —). Найбільше дощок встановлено на будівлях навчальних закладів.

## Пам'ятні дошки в навчальних закладах
| Місце розташування | Адреса                                                                                          | Дата встановлення      | Адресування                      | Фото |
| --- | ----------------------------------------------------------------------------------------------- | ---------------------- | -------------------------------- | ---- |
| Дмитрівська загальноосвітня школа І-ІІІ ступенів, Бахмацький район | вул. Незалежності, 21, смт Дмитрівка, Бахмацький район, Чернігівська область, 16572             | травень 2015 року      | Пащенко Олександр Михайлович     |      |
| Бахмацька загальноосвітня школа І-ІІІ ступенів № 5, Бахмацький район                                                                                                   | вул. Пушкіна, 3, м. Бахмач, Бахмацький район, Чернігівська область, 16501                       | 16 жовтня 2015 року    | Лестуха Володимир Михайлович     |      |
| Бахмацька загальноосвітня школа І-ІІІ ступенів № 5, Бахмацький район                                                                                                   | вул. Пушкіна, 3, м. Бахмач, Бахмацький район, Чернігівська область, 16501                       | 13 жовтня 2016 року    | Кошмал Сергій Станіславович      |      |
| Бобровицька загальноосвітня школа І-ІІІ ступенів № 2, Бобровицький район                                                                                               | вул. 30 років Перемоги, 155, м. Бобровиця, Бобровицький район, Чернігівська область, 17400      | вересень 2015 року     | Дейнега Сергій Валентинович      |      |
| Браницький заклад загальної середньої освіти І-ІІІ ступенів Бобровицької міської ради, Бобровицький район                                                              | вул. Б.Хмельницького, 8, с. Браниця, Бобровицький район, Чернігівська область, 17410            | 20 травня 2015 року    | Моругий Андрій Миколайович       |      |
| Марковецький заклад загальної середньої освіти І-ІІІ ступенів Бобровицької міської ради, Бобровицький район                                                            | вул. Незалежності, 4, с. Марківці, Бобровицький район, Чернігівська область, 17421              | травень 2015 року      | Ус Артем Володимирович           |      |
| Марковецький заклад загальної середньої освіти І-ІІІ ступенів Бобровицької міської ради, Бобровицький район                                                            | вул. Незалежності, 4, с. Марківці, Бобровицький район, Чернігівська область, 17421              | травень 2015 року      | Онопрієнко Олександр Валерійович |      |
| Сухинська філія І ступеня Бобровицького закладу загальної середньої освіти І-ІІІ ступенів № 1 Бобровицької міської ради, Бобровицький район                            | вул. Лесі Українки, 3, с. Сухиня, Бобровицький район, Чернігівська область, 17425               | 9 травня 2016 року     | Колесник Віталій Павлович        |      |
| Новобиківський заклад загальної середньої освіти І-ІІІ ступенів Новобасанської сільської ради, Бобровицький район                                                      | вул. Шевченка, 1, с. Новий Биків, Бобровицький район, Чернігівська область, 17452               | жовтень 2015 року      | Єсипок Андрій Анатолійович       |      |
| Вороньківський заклад загальної середньої освіти І-ІІІ ступенів Бобровицької районної ради, Бобровицький район                                                         | вул. Гагаріна, 10, с. Вороньки, Бобровицький район, Чернігівська область, 17442                 | 8 грудня 2015 року     | Хряпа Ігор Васильович            |      |
| Ярославський заклад загальної середньої освіти І-ІІ ступенів Бобровицької міської ради, Бобровицький район                                                             | вул. Незалежності, 39, с. Ярославка, Бобровицький район, Чернігівська область, 17422            | 9 травня 2015 року     | Хуторний Юрій Миколайович        |      |
| Ярославський заклад загальної середньої освіти І-ІІ ступенів Бобровицької міської ради, Бобровицький район                                                             | вул. Незалежності, 39, с. Ярославка, Бобровицький район, Чернігівська область, 17422            | 9 травня 2015 року     | Коваль Юрій Миколайович          |      |
| Старобасанський заклад загальної середньої освіти І — ІІ ступенів Бобровицької міської ради, Бобровицький район                                                        | вул. Миколи Зуба, 15, с. Стара Басань, Бобровицький район, Чернігівська область, 17423          | 16 вересня 2016 року   | Власенко Дмитро Миколайович      |      |
| Борзнянська загальноосвітня школа І-ІІІ ступенів імені Христини Алчевської Борзнянської районної ради, Борзнянський район                                              | вул. Богдана Хмельницького, 3, м. Борзна, Борзнянський район, Чернігівська область, 16400       | 5 вересня 2015 року    | Куслій Олег Григорович           |      |
| Хорошеозерська загальноосвітня школа І-ІІІ ступенів імені Героїв Крут Борзнянської районної ради, Борзнянський район                                                   | вул. Незалежності, 11, с. Хороше Озеро, Борзнянський район, Чернігівська область, 16460         | травень 2015 року      | Росомаха Микола Васильович       |      |
| Комунальний заклад загальної середньої освіти І-ІІІ ступенів «Варвинський ліцей № 1» Варвинської селищної ради, Варвинський район                                      | вул. Шевченка, 42, смт Варва, Варвинський район, Чернігівська область, 17601                    | серпень, 2015 року     | Носенко В'ячеслав Олексійович    |      |
| Світличненський заклад загальної середньої освіти І — ІІ ступенів Варвинської районної ради, Варвинський район                                                         | вул. Миру, 23, с. Світличне, Варвинський район, Чернігівська область, 17630                     | 5 травня 2016 року     | Мельник Віктор Анатолійович      |      |
| Комунальний заклад «Городнянський ліцей № 2» Городнянської міської ради, Городнянський район                                                                           | вул. Троїцька, 2 А, м. Городня, Городнянський район, Чернігівська область, 15101                | 8 травня 2015 року     | Найдьон Олександр Вікторович     |      |
| Комунальний заклад «Городнянський ліцей № 2» Городнянської міської ради, Городнянський район                                                                           | вул. Троїцька, 2 А, м. Городня, Городнянський район, Чернігівська область, 15101                | 8 травня 2015 року     | Нітченко Роман Федорович         |      |
| Комунальний заклад «Городнянський ліцей № 2» Городнянської міської ради, Городнянський район                                                                           | вул. Троїцька, 2 А, м. Городня, Городнянський район, Чернігівська область, 15101                | 8 травня 2015 року     | Сергієнко Ігор Володимирович     |      |
| Комунальний заклад Дроздовицький заклад загальної середньої освіти I ступеня Городнянської міської ради, Городнянський район                                           | вул. Перемоги, 8, с. Дроздовиця, Городнянський район, Чернігівська область, 15132               | квітень 2018 року      | Назима Петро Васильович          |      |
| Іржавецький заклад загальної середньої освіти І-ІІІ ступенів Ічнянської міської ради, Ічнянський район                                                                 | вул. Шевченка, 65, с. Іржавець, Ічнянський район, Чернігівська область, 16732                   | 5 березня 2015 року    | Моісеєнко Володимир Миколайович  |      |
| Державний професійно-технічний навчальний заклад «Ічнянський професійний аграрний ліцей», Ічнянський район                                                             | вул. Травнева, 2, м. Ічня, Ічнянський район, Чернігівська область, 16701                        | 14 вересня 2015 року   | Моісеєнко Володимир Миколайович  |      |
| Івангородський заклад загальної середньої освіти І-ІІІ ступенів Ічнянської міської ради, Ічнянський район                                                              | вул. Незалежності, 55, с. Івангород, Ічнянський район, Чернігівська область, 16710              | 24 серпня 2015 року    | Кривонос Станіслав Григорович    |      |
| Остерська загальноосвітня школа І-ІІІ ступенів ім. Ю. Збанацького Остерської міської ради, Козелецький район                                                           | вул. Шевченка, 46, м. Остер, Козелецький район, Чернігівська область, 17044                     |                        | Музика Роман Петрович            |      |
| Опорний заклад — Остерська гімназія Остерської міської ради, Козелецький район                                                                                         | вул. Зайцева, 94, м. Остер, Козелецький район, Чернігівська область, 17044                      | вересень 2015 року     | Васюк Олег Олександрович         |      |
| Опорний заклад — Остерська гімназія Остерської міської ради, Козелецький район                                                                                         | вул. Зайцева, 94, м. Остер, Козелецький район, Чернігівська область, 17044                      | вересень 2015 року     | Бригинець Олександр Валентинович |      |
| Опорний заклад "Деснянський навчально-виховний комплекс «гімназія-загальноосвітня школа І ступеня» Деснянської селищної ради, Козелецький район                        | вул. Довженка, 34, смт Десна, Козелецький район, Чернігівська область, 17024                    | 14 березня 2016 року   | Приходько Олександр Валентинович |      |
| Коропська загальноосвітня школа І-ІІІ ступенів ім. Т. Г. Шевченка Коропської селищної ради, Коропський район                                                           | вул. Поштова, 10, смт Короп, Коропський район, Чернігівська область, 16201                      | 5 грудня 2014 року     | Шкляр Ігор Володимирович         |      |
| Атюшівська загальноосвітня школа І-ІІІ ступенів імені Станіслава Ковтуна Коропської селищної ради, Коропський район                                                    | вул. Захисників Вітчизни, 38, с. Атюша, Коропський район, Чернігівська область, 16261           | 4 грудня 2014 року     | Ковтун Станіслав Григорович      |      |
| Колишня Городищенська загальноосвітня школа І-ІІ ступенів, Коропський район                                                                                            | с. Городище, Коропський район, Чернігівська область, 16225                                      | 24 березня 2015 року   | Потієнко Анатолій Юрійович       |      |
| Холминська загальноосвітня школа І-ІІІ ступенів Холминської селищної ради, Корюківський район                                                                          | вул. Центральна, 85, смт Холми, Корюківський район, Чернігівська область, 15331                 | 6 травня 2016 року     | Науменко Олег Геннадійович       |      |
| Корюківська загальноосвітня школа І-ІІІ ступенів № 1 Корюківської міської ради, Корюківський район                                                                     | вул. Шевченка, 54, м. Корюківка, Корюківський район, Чернігівська область, 15301                | 23 серпня 2016 року    | Пономаренко Микола Миколайович   |      |
| Корюківська гімназія Корюківської міської ради, Корюківський район | вул. Бульварна, 5, м. Корюківка, Корюківський район, Чернігівська область, 15301                | 23 серпня 2016 року    | Гирич Віталій Анатолійович       |      |
| Дрімайлівський заклад загальної середньої освіти І-ІІ ступенів Куликівської селищної ради, Куликівський район                                                          | вул. імені С. Парубця, 1, с. Дрімайлівка, Куликівський район, Чернігівська область, 16352       | квітень 2015 року      | Парубець Сергій Сергійович       |      |
| Вересоцький заклад загальної середньої освіти І-ІІІ ступенів Куликівської селищної ради, Куликівський район                                                            | вул. Перемоги, 44, с. Вересоч, Куликівський район, Чернігівська область, 16341                  | квітень 2015 року      | Парубець Сергій Сергійович       |      |
| Комунальний опорний заклад «Куликівський заклад загальної середньої освіти І-ІІІ ступенів» Куликівської селищної ради, Куликівський район                              | вул. Шевченка, 4, смт Куликівка, Куликівський район, Чернігівська область, 16301                | 3 квітня 2015 року     | Сніжок Ігор Сергійович           |      |
| Стольненський заклад загальної середньої освіти І-ІІІ ступенів Менської міської ради, Менський район                                                                   | вул. Миру, 15, с. Стольне, Менський район, Чернігівська область, 15661                          | 20 лютого 2015 року    | Бурлак Микола Михайлович         |      |
| Менський опорний заклад загальної середньої освіти І-ІІІ ступенів ім. Т. Г. Шевченка Менської міської ради, Менський район                                             | вул. Чернігівський Шлях, 11, м. Мена, Менський район, Чернігівська область, 15601               | 5 грудня 2014 року     | Титаренко Сергій Миколайович     |      |
| Менський опорний заклад загальної середньої освіти І-ІІІ ступенів ім. Т. Г. Шевченка Менської міської ради, Менський район                                             | вул. Чернігівський Шлях, 11, м. Мена, Менський район, Чернігівська область, 15601               | 5 грудня 2014 року     | Андрейченко Максим Павлович      |      |
| Менський опорний заклад загальної середньої освіти І-ІІІ ступенів ім. Т. Г. Шевченка Менської міської ради, Менський район                                             | вул. Чернігівський Шлях, 11, м. Мена, Менський район, Чернігівська область, 15601               | 17 квітня 2015 року    | Жеребило Вадим Володимирович     |      |
| Менський опорний заклад загальної середньої освіти І-ІІІ ступенів ім. Т. Г. Шевченка Менської міської ради, Менський район                                             | вул. Чернігівський Шлях, 11, м. Мена, Менський район, Чернігівська область, 15601               | 24 серпня 2015 року    | Головатий Максим Сергійович      |      |
| Менська гімназія Менської міської ради, Менський район | вул. Шевченка, 56, м. Мена, Менський район, Чернігівська область, 15601                         | 21 листопада 2016 року | Ільчишин Олександр Михайлович    |      |
| Вертіївська загальноосвітньої школи І-ІІІ ступенів імені М. П. Кирпоноса Вертіївської сільської ради, Ніжинський район                                                 | вул. Шевченка, 1, с. Вертіївка, Ніжинський район, Чернігівська область,                         | червень 2015 року      | Андрієць Олег Анатолійович       |      |
| Перемозький навчально-виховний комплекс «Загальноосвітній навчальний заклад — дошкільний навчальний заклад» І-ІІІ ступенів Ніжинської районної ради, Ніжинський район  | вул. Молодіжна, 7, с. Перемога, Ніжинський район, Чернігівська область, 16665                   | 1 вересня 2015 року    | Петрик Сергій Вікторович         |      |
| Перемозький навчально-виховний комплекс «Загальноосвітній навчальний заклад — дошкільний навчальний заклад» І-ІІІ ступенів Ніжинської районної ради, Ніжинський район  | вул. Молодіжна, 7, с. Перемога, Ніжинський район, Чернігівська область, 16665                   | 25 грудня 2014 року    | Баран Сергій Петрович            |      |
| Колісниківська загальноосвітня школа І-ІІ ступенів Ніжинської районної ради, Ніжинський район                                                                          | вул. Гоголя, 18, с. Колісники, Ніжинський район, Чернігівська область, 16632                    | квітень 2015 року      | Коворотний Сергій Володимирович  |      |
| Будо-Вороб'ївський навчально-виховний комплекс Новгород-Сіверської районної ради, Новгород-Сіверський район                                                            | вул, Нова, 2, с. Буда-Вороб'ївська, Новгород-Сіверський район, Чернігівська область, 16012      | жовтень 2015 року      | Соломаха Олег Володимирович      |      |
| Попівська загальноосвітня школа І-ІІ ступенів Новгород-Сіверської районної ради, Новгород-Сіверський район                                                             | вул. Жовтнева, 5, с. Попівка, Новгород-Сіверський район, Чернігівська область, 16042            | 4 грудня 2014 року     | Бондаренко Валерій Миколайович   |      |
| Лісконогівська загальноосвітня школа І-ІІ ступенів Новгород-Сіверської районної ради, Новгород-Сіверський район                                                        | вул. Деснянська, 53, с. Лісконоги, Новгород-Сіверський район, Чернігівська область, 16031       | 12 жовтня 2016 року    | Гулевський Ігор Володимирович    |      |
| Лосківська загальноосвітня школа І-ІІ ступенів Новгород-Сіверської районної ради, Новгород-Сіверський район                                                            | вул. Шевченка, 92, с. Лоска, Новгород-Сіверський район, Чернігівська область, 16076             | 13 жовтня 2016 року    | Медведь Ігор Миколайович         |      |
| Володьководівицька загальноосвітня школа І-ІІІ ступенів Носівської міської ради, Носівський район                                                                      | вул. Центральна, 77, с. Володькова Дівиця, Носівський район, Чернігівська область, 17130        | грудень 2014 року      | Буряк Анатолій Миколайович       |      |
| Мринська загальноосвітня школа І-ІІІ ступенів Мринської сільської ради, Носівський район                                                                               | вул. Центральна, 30, с. Мрин, Носівський район, Чернігівська область, 17113                     | 9 грудня 2015 року     | Живкович Владислав Хайдарович    |      |
| Професійно-технічне училище № 33 с. Мрин, Носівський район | вул. Малинко, 41, с. Мрин, Носівський район, Чернігівська область, 17113                        | 22 лютого 2016 року    | Живкович Владислав Хайдарович    |      |
| Малодівицька загальноосвітня школа І-ІІІ ступенів Малодівицької селищної ради, Прилуцький район                                                                        | вул. Слобідська, 16, смт Мала Дівиця, Прилуцький район, Чернігівська область, 17523             | вересень 2014 року     | Міхнюк Олег Іванович             |      |
| Сухополов'янська загальноосвітня школа І — ІІІ ступенів Прилуцької районної ради, Прилуцький район                                                                     | вул. Закарпатська, 2 А, с. Сухополова, Прилуцький район, Чернігівська область, 17542            | жовтень 2015 року      | Безгубченко Сергій Борисович     |      |
| Рудівська загальноосвітня школа І-ІІ ступенів Прилуцької районної ради, Прилуцький район                                                                               | вул. Рудівська, 1, с. Рудівка, Прилуцький район, Чернігівська область, 17570                    | 8 червня 2015 року     | Лавренчук Віктор Іванович        |      |
| Дубовогаївська загальноосвітня школа І-ІІІ ступенів Прилуцької районної ради, Прилуцький район                                                                         | вул. Шевченка, 42, с. Дубовий Гай, Прилуцький район, Чернігівська область, 17590                | 13 жовтня 2016 року    | Задорожній Віктор Володимирович  |      |
| Ріпкинська загальноосвітня школа І-ІІІ ступенів № 2, Ріпкинський район                                                                                                 | вул. Пирогова, 5, смт Ріпки, Ріпкинський район, Чернігівська, область, 15001                    | 11 червня 2014 року    | Куриленко Дмитро Олександрович   |      |
| Ріпкинська загальноосвітня школа І-ІІІ ступенів № 2, Ріпкинський район                                                                                                 | вул. Пирогова, 5, смт Ріпки, Ріпкинський район, Чернігівська, область, 15001                    | 21 серпня 2015 року    | Шелупець Дмитро Вікторович       |      |
| Семенівський заклад загальної середньої освіти І-ІІ ступенів № 5 Семенівської міської ради, Семенівський район                                                         | пров. Квітковий, 1 А, м. Семенівка, Семенівський район, Чернігівська область, 15401             | 14 жовтня 2015 року    | Грачов Максим Валентинович       |      |
| Вільшанська ЗОШ І-ІІІ ступенів Сосницької районної ради, Сосницький район                                                                                              | вул. Грушевського, 16, с. Вільшане, Сосницький район, Чернігівська область, 16130               | 15 липня 2015 року     | Сокирко Анатолій Михайлович      |      |
| Карпилівська загальноосвітня школа І -ІІІ ступенів Срібнянської селищної ради, Срібнянський район                                                                      | вул. Миру, 47, с. Карпилівка, Срібнянський район, Чернігівська область, 17341                   | березень 2015 року     | Таценко Олександр Іванович       |      |
| Красноколядинська загальноосвітня школа І-ІІІ ступенів Талалаївської селищної ради, Талалаївський район                                                                | вул. 30-річчя Перемоги, 6, с. Красний Колядин, Талалаївський район, Чернігівська область, 17210 | березень 2015 року     | Кунденко Володимир Іванович      |      |
| Понірська філія І ступеня Талалаївської загальноосвітньої школи І-ІІІ ступенів Талалаївської селищної ради, Талалаївський район                                        | вул. Центральна, 11 А, с. Понори, Талалаївський район, Чернігівська область, 17221              | вересень 2015 року     | Бахмач Володимир Степанович      |      |
| Комунальний заклад Михайло-Коцюбинська гімназія Михайло-Коцюбинської селищної ради, Чернігівський район                                                                | вул. Садова, 60, смт Михайло-Коцюбинське, Чернігівський район, Чернігівська область, 15552      | 7 травня 2015 року     | Томилко Іван Миколайович         |      |
| Комунальний заклад Михайло-Коцюбинська гімназія Михайло-Коцюбинської селищної ради, Чернігівський район                                                                | вул. Садова, 60, смт Михайло-Коцюбинське, Чернігівський район, Чернігівська область, 15552      | 7 травня 2015 року     | Брешинський Володимир Олегович   |      |
| Ковпитська загальноосвітня школа I—III ступенів імені героя Радянського Союзу Івана Миколайовича Грачова Чернігівської районної ради, Чернігівський район              | вул. Перемоги, 65, с. Ковпита, Чернігівський район, Чернігівська область, 15544                 | 19 серпня 2015 року    | Куц Геннадій Володимирович       |      |
| Комунальний навчальний заклад Гончарівська гімназія Гончарівської селищної ради, Чернігівський район                                                                   | вул. Танківстів, 82 А, смт Гончарівське, Чернігівський район, Чернігівська область, 15558       |                        | Мірошниченко Петро Олександрович |      |
| Сновська загальноосвітня школа І-ІІІ ступенів № 1 Сновської міської ради, Сновський район                                                                              | вул. 55-ї Стрілецької Дивізії, 35, м. Сновськ, Сновський район, Чернігівська область, 15201     | травень 2015 року      | Костюченко Юрій Миколайович      |      |
| Державний професійно-технічний навчальний заклад «Сновське вище професійне училище лісового господарства», Сновський район                                             | вул. Бульварна, 5, м. Сновськ, Сновський район, Чернігівська область, 15201                     | 13 вересня 2015 року   | Костюченко Юрій Миколайович      |      |
| Державний професійно-технічний навчальний заклад «Сновське вище професійне училище лісового господарства», Сновський район                                             | вул. Бульварна, 5, м. Сновськ, Сновський район, Чернігівська область, 15201                     | 13 вересня 2015 року   | Науменко Олег Геннадійович       |      |
| Ніжинська гімназія № 3 Ніжинської міської ради, м. Ніжин | вул. Московська, 6 А, м. Ніжин, Чернігівська область, 16601                                     | 8 травня 2015 року     | Биков Олег Володимирович         |      |
| Ніжинська гімназія № 3 Ніжинської міської ради, м. Ніжин | вул. Московська, 6 А, м. Ніжин, Чернігівська область, 16601                                     | 15 вересня 2015 року   | Шепелюк Олексій Борисович        |      |
| Ніжинська гімназія № 3 Ніжинської міської ради, м. Ніжин | вул. Московська, 6 А, м. Ніжин, Чернігівська область, 16601                                     | вересень 2014 року     | Горбенко Ігор Ігоревич           |      |
| Ніжинська загальноосвітня школа І-ІІІ ступенів № 1 Ніжинської міської ради, м. Ніжин                                                                                   | вул. Гребінки, 4, м. Ніжин, Чернігівська область, 16601                                         | 13 жовтня 2015 року    | Москотін Леонід Павлович         |      |
| Ніжинська загальноосвітня школа І-ІІІ ступенів № 5 Ніжинської міської ради, м. Ніжин                                                                                   | вул. Воздвиженська, 72, м. Ніжин, Чернігівська область, 16605                                   | червень 2015 року      | Рябуха Сергій Вікторович         |      |
| Ніжинська загальноосвітня школа І-ІІІ ступенів № 6 Ніжинської міської ради, м. Ніжин                                                                                   | вул. Мигалівська, 15, м. Ніжин, Чернігівська область, 16606                                     | лютий 2015 року        | Рябуха Сергій Вікторович         |      |
| Ніжинська загальноосвітня школа І-ІІІ ступенів № 7 Ніжинської міської ради, м. Ніжин                                                                                   | вул. Гоголя, 15, м. Ніжин, Чернігівська область, 16601                                          | 8 травня 2015 року     | Яковенко Денис Олександрович     |      |
| Ніжинська загальноосвітня школа І-ІІІ ступенів № 10, м. Ніжин | вул. Московська, 40, м. Ніжин, Чернігівська область, 16608                                      | 8 травня 2015 року     | Ткаченко Руслан Андрійович       |      |
| Ніжинська загальноосвітня школа І-ІІІ ступенів № 15, м. Ніжин | вул. Об'їжджа, 123, м. Ніжин, Чернігівська область, 16604                                       | 8 травня 2015 року     | Баширов Тахір Тахірович          |      |
| Ніжинська загальноосвітня школа І-ІІІ ступенів № 15, м. Ніжин | вул. Об'їжджа, 123, м. Ніжин, Чернігівська область, 16604                                       | липень 2015 року       | Макідон Віктор Михайлович        |      |
| Державний навчальний заклад «Ніжинський професійний аграрний ліцей Чернігівської області»                                                                              | вул. Незалежності, 5 А, м. Ніжин, Чернігівська область, 16604                                   | травень 2015 року      | Яковенко Денис Олександрович     |      |
| Державний навчальний заклад «Ніжинський професійний аграрний ліцей Чернігівської області»                                                                              | вул. Незалежності, 5 А, м. Ніжин, Чернігівська область, 16604                                   | травень 2015 року      | Баширов Тахір Тахірович          |      |
| Державний навчальний заклад «Ніжинський професійний аграрний ліцей Чернігівської області»                                                                              | вул. Незалежності, 5 А, м. Ніжин, Чернігівська область, 16604                                   | травень 2015 року      | Ткаченко Руслан Андрійович       |      |
| Прилуцька загальноосвітня школа І-ІІІ ступенів № 2 Прилуцької міської ради, м. Прилуки                                                                                 | вул. Ветеранська, 2, м. Прилуки, Чернігівська область, 17501                                    | 18 вересня 2015 року   | Джевага Сергій Олександрович     |      |
| Прилуцька загальноосвітня школа І-ІІІ ступенів № 3 імені Сергія Гордійовича Шовкуна Прилуцької міської ради, м. Прилуки                                                | вул. Саксаганського, 14, м. Прилуки, Чернігівська область, 17503                                | 28 травня 2015 року    | Бойко Валентин Анатолійович      |      |
| Прилуцька загальноосвітня школа І-ІІІ ступенів № 12 Прилуцької міської ради, м. Прилуки                                                                                | вул. Військове Містечко, 12, м. Прилуки, Чернігівська область, 17503                            | 24 серпня 2014 року    | Деркач Сергій Павлович           |      |
| Прилуцьке медичний коледж Чернігівської обласної ради, м. Прилуки | вул. Київська, 243, м. Прилуки, Чернігівська область, 17501                                     | 26 жовтня 2016 року    | Деркач Сергій Павлович           |      |
| Прилуцький агротехнічний коледж, м. Прилуки | вул. Київська, 178, м. Прилуки, Чернігівська область, 17507                                     | 1 березня 2015 року    | Лавренчук Віктор Іванович        |      |
| Чернігівська загальноосвітня школа І-ІІІ ступенів № 3 Чернігівської міської ради, м. Чернігів                                                                          | вул. Гетьмана Полуботка, 14, м. Чернігів, Чернігівська область, 14001                           | 21 вересня 2016 року   | Харитонов Сергій Миколайович     |      |
| Чернігівський колегіум № 11 Чернігівської міської ради, м. Чернігів | просп. Миру, 137, м. Чернігів, Чернігівська область, 14033                                      | 25 листопада 2014 року | Близнюк Володимир Володимирович  |      |
| Загальноосвітня спеціалізована школа І-ІІІ ступенів фізико-математичного профілю № 12 м. Чернігова                                                                     | вул. Доценка, 22, м. Чернігів, Чернігівська область,                                            | 16 грудня 2014 року    | Шанський Андрій Миколайович      |      |
| Загальноосвітня спеціалізована школа І-ІІІ ступенів фізико-математичного профілю № 12 м. Чернігова                                                                     | вул. Доценка, 22, м. Чернігів, Чернігівська область,                                            | 26 вересня 2015 року   | Чередниченко Денис Ігорович      |      |
| Загальноосвітня спеціалізована школа І-ІІІ ступенів фізико-математичного профілю № 12 м. Чернігова                                                                     | вул. Доценка, 22, м. Чернігів, Чернігівська область,                                            | листопад 2016 року     | Нешко Ігор Володимирович         |      |
| Чернігівська загальноосвітня школа І-ІІІ ступенів № 14 Чернігівської міської ради, м. Чернігів                                                                         | вул. Текстильників, 30, м. Чернігів, Чернігівська область, 14001                                | листопад 2016 року     | Полегенько Дмитро Павлович       |      |
| Чернігівська загальноосвітня школа І-ІІІ ступенів № 14 Чернігівської міської ради, м. Чернігів                                                                         | вул. Текстильників, 30, м. Чернігів, Чернігівська область, 14001                                | листопад 2016 року     | Лобода Вадим Михайлович          |      |
| Ліцей № 15 м. Чернігів | вул. Козацька, 4 Б, м. Чернігів, чернігівська область, 14037                                    | 1 вересня 2014 року    | Коновалов Олексій Ігоревич       |      |
| Комунальний заклад "Навчально-виховний комплекс «Загальноосвітня школа І-ІІІ ступенів — інформаційно-технологічний ліцей № 16» Чернігівської міської ради, м. Чернігів | вул. Шевченка, 93, м. Чернігів, Чернігівська область, 14035                                     | травень 2015 року      | Будько Олександр Анатолійович    |      |
| Чернігівська загальноосвітня школа І-ІІІ ступенів № 17 Чернігівської міської ради, м. Чернігів                                                                         | вул. Малясова, 14, м. Чернігів, Чернігівська область, 14017                                     | 4 грудня 2015 року     | Рудник Артем Юрійович            |      |
| Чернігівська загальноосвітня школа І-ІІІ ступенів № 21 Чернігівської міської ради, м. Чернігів                                                                         | вул. Гагаріна, 27, м. Чернігів, Чернігівська область, 14021                                     | 1 вересня 2014 року    | Бруй Микола Віталійович          |      |
| Чернігівський ліцей № 22 Чернігівської міської ради, м. Чернігів | вул. Рокоссовського, 45 Б, м. Чернігів, Чернігівська область, 14035                             | 18 вересня 2015 року   | Кононович Іван Миколайович       |      |
| Чернігівська загальноосвітня школа І-ІІІ ступенів № 27 Чернігівської міської ради, м. Чернігів                                                                         | вул. Всіхсятська, 4, м. Чернігів, Чернігівська область, 14030                                   | 22 вересня 2016 року   | Старченко Павло Олександрович    |      |
| Чернігівська загальноосвітня школа І-ІІІ ступенів № 28 Чернігівської міської ради, м. Чернігів                                                                         | просп. Миру, 207 А, м. Чернігів, Чернігівська область, 14029                                    | 6 травня 2015 року     | Рябий Віталій Вікторович         |      |
| Чернігівська загальноосвітня школа І-ІІІ ступенів № 28 Чернігівської міської ради, м. Чернігів                                                                         | просп. Миру, 207 А, м. Чернігів, Чернігівська область, 14029                                    | 6 травня 2015 року     | Сабада Олександр Борисович       |      |
| Чернігівська загальноосвітня школа І-ІІІ ступенів № 29 Чернігівської міської ради, м. Чернігів                                                                         | вул. Доценка, 9, м. Чернігів, Чернігівська область, 14034                                       | 8 грудня 2015 року     | Іщенко Андрій Васильович         |      |
| Чернігівська загальноосвітня школа І-ІІІ ступенів № 29 Чернігівської міської ради, м. Чернігів                                                                         | вул. Доценка, 9, м. Чернігів, Чернігівська область, 14034                                       | 8 грудня 2015 року     | Шик Олександр Геннадійович       |      |
| Гімназія № 31 гуманітарно-естетичного профілю Чернігівської міської ради, м. Чернігів                                                                                  | вул. Доценка, 29, м. Чернігів, Чернігівська область, 14032                                      | 31 травня 2016 року    | Терновий Дмитро Олександрович    |      |
| Гімназія № 31 гуманітарно-естетичного профілю Чернігівської міської ради, м. Чернігів                                                                                  | вул. Доценка, 29, м. Чернігів, Чернігівська область, 14032                                      | 31 травня 2016 року    | Тітарчук Володимир Іванович      |      |
| Гімназія № 31 гуманітарно-естетичного профілю Чернігівської міської ради, м. Чернігів                                                                                  | вул. Доценка, 29, м. Чернігів, Чернігівська область, 14032                                      | 31 травня 2016 року    | Запека Віктор Олександрович      |      |
| Чернігівський ліцей №32 Чернігівської міської ради, м. Чернігів | вул. Шевчука, 11, м. Чернігів, Чернігівська область, 14005                                      | 18 вересня 2015 року   | Бушнін Євген Валерійович         |      |
| Чернігівська загальноосвітня школа І-ІІІ ступенів № 34 Чернігівської міської ради, м. Чернігів                                                                         | вул. Текстильників, 27, м. Чернігів, Чернігівська область, 14001                                | 21 вересня 2016 року   | Кравченко Євген Анатолійович     |      |
| Чернігівська загальноосвітня школа І-ІІІ ступенів № 35 Чернігівської міської ради, м. Чернігів                                                                         | вул. Незалежності, 42 А, м. Чернігів, Чернігівська область, 14003                               | 19 червня 2015 року    | Коваль Максим Олександрович      |      |
| Чернігівський ліцей з посиленою військово-фізичною підготовкою Чернігівської обласної ради, м. Чернігів                                                                | вул. Стрілецька, 1, м. Чернігів, Чернігівська область, 14033                                    | грудень 2015 року      | Бутусов Юрій Юрійович            |      |
| Чернігівський ліцей з посиленою військово-фізичною підготовкою Чернігівської обласної ради, м. Чернігів                                                                | вул. Стрілецька, 1, м. Чернігів, Чернігівська область, 14033                                    | грудень 2015 року      | Сабада Олександр Борисович       |      |
| Чернігівський ліцей з посиленою військово-фізичною підготовкою Чернігівської обласної ради, м. Чернігів                                                                | вул. Стрілецька, 1, м. Чернігів, Чернігівська область, 14033                                    | грудень 2015 року      | Горбенко Ігор Ігорович           |      |
| Чернігівський ліцей з посиленою військово-фізичною підготовкою Чернігівської обласної ради, м. Чернігів                                                                | вул. Стрілецька, 1, м. Чернігів, Чернігівська область, 14033                                    | грудень 2015 року      | Ковтун Станіслав Григорович      |      |
| Чернігівський ліцей з посиленою військово-фізичною підготовкою Чернігівської обласної ради, м. Чернігів                                                                | вул. Стрілецька, 1, м. Чернігів, Чернігівська область, 14033                                    | грудень 2015 року      | Стельмах Олександр Миколайович   |      |
| Чернігівський ліцей з посиленою військово-фізичною підготовкою Чернігівської обласної ради, м. Чернігів                                                                | вул. Стрілецька, 1, м. Чернігів, Чернігівська область, 14033                                    | грудень 2015 року      | Жеребило Вадим Володимирович     |      |
| Комунальний заклад «Чернігівська загальноосвітня школа-інтернат І-ІІІ ступенів» Чернігівської обласної ради, м. Чернігів                                               | вул. Гагаріна, 50, м. Чернігів, Чернігівська область, 14021                                     | 15 грудня 2015 року    | Уткін Олександр Анатолійович     |      |
| Державний професійно-технічний навчальний заклад «Чернігівський професійний будівельний ліцей», м. Чернігів                                                            | просп. Миру, 247, м. Чернігів, Чернігівська область, 14007                                      | 13 жовтня 2015 року    | Коваль Максим Олександрович      |      |
| Державний професійно-технічний навчальний заклад «Чернігівський професійний будівельний ліцей», м. Чернігів                                                            | просп. Миру, 247, м. Чернігів, Чернігівська область, 14007                                      | 13 жовтня 2015 року    | Куц Геннадій Володимирович       |      |
| Державний професійно-технічний навчальний заклад «Чернігівський професійний будівельний ліцей», м. Чернігів                                                            | просп. Миру, 247, м. Чернігів, Чернігівська область, 14007                                      | 13 жовтня 2015 року    | Сокирко Анатолій Михайлович      |      |
| Державний професійно-технічний навчальний заклад «Чернігівський професійний будівельний ліцей», м. Чернігів                                                            | просп. Миру, 247, м. Чернігів, Чернігівська область, 14007                                      | 13 жовтня 2015 року    | Кравченко Євген Анатолійович     |      |
| Державний професійно-технічний навчальний заклад «Чернігівський професійний будівельний ліцей», м. Чернігів                                                            | просп. Миру, 247, м. Чернігів, Чернігівська область, 14007                                      | 13 жовтня 2015 року    | Головатий Максим Сергійович      |      |
| Державний професійно-технічний навчальний заклад «Чернігівський професійний будівельний ліцей», м. Чернігів                                                            | просп. Миру, 247, м. Чернігів, Чернігівська область, 14007                                      | 13 жовтня 2015 року    | Петрик Сергій Вікторович         |      |
| Чернігівський кооперативний коледж Чернігівської облспоживспілки, м. Чернігів                                                                                          | вул. Музейна, 3, м. Чернігів, Чернігівська область, 14001                                       | 20 жовтня 2016 року    | Мірошниченко Петро Олександрович |      |
| Чернігівський кооперативний коледж Чернігівської облспоживспілки, м. Чернігів                                                                                          | вул. Музейна, 3, м. Чернігів, Чернігівська область, 14001                                       | 20 жовтня 2016 року    | Титок Дмитро Миколайович         |      |

## Пам'ятні дошки на житлових будинках
| Місце розташування                                    | Адреса                                                          | Дата встановлення   | Адресування            | Фото |
| ----------------------------------------------------- | --------------------------------------------------------------- | ------------------- | ---------------------- | ---- |
| На будинку, в котрому мешкає родина, Ніжинський район | с. Ніжинське, Ніжинський район, Чернігівська область, 16633     | березень 2016 року  | Лупікс Яніс Модрисович |      |
| На будинку, в котрому мешкав, м. Чернігів             | Вул. Мстиславська, 38, м. Чернігів, Чернігівська область, 14001 | 10 червня 2016 року | Бутусов Юрій Юрійович  |      |

## Пам'ятні дошки поза будівлями
| Місце розташування                        | Адреса                                                        | Дата встановлення  | Адресування                    | Фото |
| ----------------------------------------- | ------------------------------------------------------------- | ------------------ | ------------------------------ | ---- |
| Дошка в центрі села, Корюківський район   | с. Тютюнниця, Корюківський район, Чернігівська область, 15350 | 2015 рік           | Лущик Микола Григорович        |      |
| Дошка в Парку пам'яті, Корюківський район | м. Корюківка, Корюківський район, Чернігівська область, 15301 | серпень, 2015 року | Пономаренко Микола Миколайович |      |
| Дошка в Парку пам'яті, Корюківський район | м. Корюківка, Корюківський район, Чернігівська область, 15301 | серпень, 2016 року | Гирич Віталій Анатолійович     |      |
| Дошка в Парку пам'яті, Корюківський район | м. Корюківка, Корюківський район, Чернігівська область, 15301 | серпень, 2016 року | Науменко Олег Геннадійович     |      |